# Ankoku Ryū to Hikari no tsurugi
Fire Emblem Ankoku Ryū to Hikari no tsurugi (ファイアーエムブレム 暗黒竜と光の剣) là một game RPG Simulation và tác phẩm thứ nhất trong series Fire Emblem do Intelligent System phát triển, được hãng Nintendō phát hành vào ngày 20 tháng 04 năm 1990 trên hệ máy Famicom.
Từ ngày 20 tháng 10 năm 2009, người chơi có thể chơi được game này thông qua Wii Virtual Console với 500 điểm.
Trong bài này sẽ sử dụng từ viết tắt Ankoku Ryū và Shin Ankoku Ryū mà không có cụm từ Fire Emblem ở đầu.

## Khái yếu
Đây là tác phẩm đầu tiên trong series Fire Emblem và là phiên bản xây dựng nên nền tảng cho các phiên bản sau này. Trước thời điểm của Ankoku Ryū to Hikari no tsurugi thì các nhân vật (Unit) trong những game mô phỏng chiến thuật khác chỉ giống như một quân cờ vô hồn. Nhưng khi Ankoku Ryū ra đời thì nó đã thổi sức sống vào những quân cờ này. Bằng việc cho các nhân vật phe người chơi và một phần phe địch hình khuôn mặt (avatar), Ankoku Ryū đã thành công trong việc khiến người chơi cảm nhận được sự sống của các Unit trong quá trình chơi. Khi nhân vật tử trận, nhân vật đó vĩnh viễn mất đi và không thể tham chiến nữa. Điều này khiến người chơi cảm nhận được sức sống của nhân vật và gia tăng tình cảm giữa họ.
Trước thời điểm phát hành thì tại Nhật, giá bán game giảm mạnh, nhưng sau khi Ankoku Ryū được phát hành nửa năm thì nó đã chiếm được tình cảm của một số nhà báo, và trong giới gamer cũng có nhiều sự tuyên truyền miệng với nhau.
Đương thời, Ankoku Ryū được quảng bá trên truyền hình nhưng không có một hình ảnh nào về game mà chỉ là một nhóm diễn viên phục trang theo lối kỵ sĩ Châu Âu thời trung cổ, cùng hát bài ca chủ đề của series FE.
Thiết kế game là Kaga Shōzō, người được xem là cha đẻ của Fire Emblem, đạo diễn là Terasaki Keisukei, âm nhạc do Banba Yuka, Tanaka Hirokazu phụ trách và giám đốc sản xuất là Yokoi Gumpei.
Tham khảo thêm bản remake Monshō no Nazo, Shin Akoku Ryū to Hikari no ken.

## Tên gọi
Tham khảo thêm mục tên gọi trong bài Fire Emblem.
Ankoku Ryū to Hikari no tsurugi thường được dịch sang Anh ngữ là Shadow Dragon and the Blade of Light, dịch sang Việt ngữ là "Hắc ám long và thanh kiếm ánh sáng" (bản dịch Như Thị Ngã Văn, Monshō no Nazo) và "Hắc ám long và quang kiếm" (bản dịch Asm65816, Monshō no Nazo).
Tên chính thức của phiên bản này được viết trong tiếng Nhật là 暗黒竜と光の剣, từ剣 có hai cách đọc. Nếu đọc theo âm Hán-Nhật thì sẽ là "ken", nhưng nếu đọc theo âm thuần Nhật sẽ là "tsurugi" (giống như "kiếm" là Hán-Việt còn "gươm" là thuần Việt). Chính vì vậy nên cả hai cách đọc "Ankoku Ryū to Hikari no ken" và "Ankoku Ryū to Hikari no tsurugi" đều đúng. Nhưng ở phiên bản này, vì hạn chế ở mặt phần cứng nên toàn bộ chữ và lời thoại trong game chỉ dùng chữ kana mà không dùng Hán tự. Dựa theo lời thoại của một nhân vật trong game thì剣 được đọc là "tsurugi". Vì vậy có thể nói tên gọi chính thức của phiên bản này là Ankoku Ryū to Hikari no tsurugi.
Nhưng dựa theo lời đọc trong đoạn quảng cáo trên truyền hình của bản remake, 新・暗黒竜と光の剣 được đọc là "Ankoku Ryū to Hikari no ken". 
Sau này cũng gặp một trường hợp tương tự. Phiên bản 封印の剣 được đọc là "Fūin no tsurugi" nhưng bản 烈火の剣 lại được đọc là "Rekka no ken" dù cả hai đều có cùng chữ Hán cuối cùng.

## Nội dung
100 năm sau kể từ cuộc chiến giữa Hắc ám địa long vương Medius và dũng giả Anri, Medius lại hồi sinh và gây chiến loạn khắp đại lục Akania. Vương quốc Aritia do Anri gây dựng đã bị tiêu diệt bởi Đế quốc Dorua do Medius cầm đầu và liên quốc quân. Vương tử Marusu được người chị Elith cứu thoát, lưu lạc đến đảo quốc Taris và ở đó, chàng bắt đầu chiêu mộ binh sĩ chống lại Dorua, giành lại tổ quốc.

## Thế giới quan
Vương quốc Akania (アカネイア王国)
Đất nước chủ chốt ở đại lục Akania, có lịch sử lâu đời nhất đại lục nhưng sau bị phân thành 7 vương quốc nhỏ. 100 năm trước thời điểm câu chuyện diễn ra, Akania bị Đế quốc Dorua xâm chiếm, đến thời điểm câu chuyện bắt đầu thì vương đô Pales đã thất thủ. Ngoại trừ vương nữ Nina, toàn bộ vương tộc đều bị xử tử.
Vương quốc Aritia (アリティア王国)
Đất nước do người hùng Anri, tổ tiên của nhân vật chính Marusu dựng nên. 100 năm trước, quốc vương đầu tiên của Aritia là Anri đã dùng thần kiếm Falcion đánh bại Hắc ám địa long Medius. 100 năm sau, Medius hồi sinh, lãnh đạo binh đoàn Dorua tấn công Aritia. Quốc vương Cornerius mang thần kiếm Falcion nghênh chiến nhưng bị nước đồng minh Gra phản bội, cuối cùng Aritia lâm vào cảnh diệt vong.
Vương quốc Orlean (オレルアン王国)
Vương quốc ở tận cùng phía Đông Bắc của đại lục. Đất nước này sở hữu vùng thảo nguyên rộng lớn nên được gọi "vương quốc thảo nguyên" và thành thạo mã thuật. Thời điểm bắt đầu câu chuyện, Orlean đã bị Makedonia chiếm lãnh nhưng em trai quốc vương, Hardin bao che cho vương nữ Nina đến đây lánh nạn và khởi nghĩa, tiến hành chiến tranh du kích.
Vương quốc Grunia (グルニア王国)
Đất nước nằm ở phía Tây Nam của đại lục, nổi danh với binh đoàn hắc kỵ sĩ do Camyu lãnh đạo.
Kỵ binh Grunia được xem là tinh nhụê nhất đại lục, nhưng đất nước này vốn có ác cảm với Akania, quốc vương Grunia lại hèn yếu nên vội bắt tay ngay với Dorua để xâm chiếm Akania. Điều này dẫn đến bi kịch của hắc kỵ sĩ Camyu và vương nữ Nina vốn có tình cảm với nhau. Phân vân giữa lòng yêu nước và tình cảm cá nhân, cuối cùng Camyu đã đặt quốc gia lên đầu khiến Nina đau khổ. Đây là nguyên nhân chính dẫn đến bi kịch của Nina và Hardin và là nội dung chủ yếu của phiên bản remake Fire Emblem Monshō no Nazo. Grunia còn nổi danh với đội chiến xa "mộc mã đội".
Vương quốc Makedonia (マケドニア王国)
Đất nước phía Nam của đại lục, sở hữu vùng rừng rậm rộng lớn và nhiều đồi núi, nổi danh với binh đoàn phi long kỵ sĩ tinh nhuệ. Đất nước này là sản địa của loài phi long và thiên mã Pegasus. Makedonia được tiết lộ là do một người nô lệ tên Iote dựng nên trong bộ 2 của bản remake Fire Emblem Monshō no Nazo.
Vào thời điểm câu chuyện, vương tử Michel bắt tay với Đế quốc Dorua, xâm chiếm các nước. Nhưng em gái là Minerva phản đối chính sách xâm lược của Michel và bỏ theo quân Aritia.
Vương quốc Taris (タリス王国)
Taris là hòn đảo nhỏ nối giữa biển đông. Trước thời điểm bắt đầu câu chuyện vài chục năm, một tộc trưởng trong số các bộ tộc trên đảo đã thống nhất đảo, lập nên đất nước này. Vì chưa thành lập được bao lâu nên vương quốc này không có bao nhiêu binh lực và phải dựa hoàn toàn vào lực lượng bị binh đánh thuê để phòng vệ. Ankoku Ryū to Hikari no tsurugi mở đầu với bối cảnh hải tặc tấn công thành Taris, vương nữ Sida vội đến chỗ Marusu cầu cứu.
Vương quốc Gra (グラ王国)
Vương quốc giáp phía Đông của Aritia, bắt tay với Đế quốc Dorua, phản bội đồng minh để rồi chuốc lấy diệt vong sau này.
Kadain (カダイン)
Ma đạo quốc nằm ở phía Tây của đại lục. Đây là đất nước của các ma đạo sĩ với nhiều học viện pháp thuật. Sau khi hắc ám tư tế Garnef cai trị Kadain thì đất nước này đã bắt tay với Đế quốc Dorua.
Đế quốc Dorua (ドルーア帝国)
Đất nước này là một khu rừng nguyên sinh rộng lớn ở phía Tây Nam của đại lục Akania. Đây là nơi tập hợp của các Mamkut do Địa long vương Medius thống lĩnh. 100 năm trước khi câu chuyện bắt đầu, Medius tấn công Akania nhưng bị người hùng Anri đánh bại. 100 năm sau, Medius hồi sinh và lại tấn công Akania.
Kasimia (カシミア国)
Một tiểu quốc nằm trong liên bang Akania. Kasimia nối liền với đại lục bằng một cây cầu lớn. Nơi đây có thần điện Rhaman với nhiều châu báu quý giá.

## Game Play
Đây là phiên bản đầu tiên trong series và định hình cho các phiên bản sau. Dưới đây là những yếu tố không có trong các bản sau.
- Hệ tăng lữ, nữ tu không nhận được điểm kinh nghiệm (exp) khi sử dụng gậy ma thuật. Nhưng binh chủng này lại nhận được exp khi bị địch tấn công bằng với số điểm exp khi hạ đơn vị địch đó.

- Khi level up, một số nhân vật được gia tăng tối đa 4 chỉ số và có khi level, chỉ số tăng là 0%. Ở các bản sau, số này là trên 1%.

- Các đơn vị địch không có chỉ số may mắn (LUK) nên hệ vũ khí devil không có tác dụng ngược với địch. Ở bản này và Gaiden thì chỉ số may mắn liên quan với khả năng tránh né ma thuật, nhưng từ Monshō no Nazo trở đi thì chỉ số may mắn liên quan với khả năng tránh đòn tất sát.

- Ngoại trừ nhân vật Gato có chỉ số phòng ma thuật (Mdf) 7 thì các nhân vật còn lại đều có Mdf 0.

Điều này không được người chơi chấp nhận nên đã được sửa chữa ở bản Monshō no Nazo, khi level up thì nhân vật vẫn có khả năng gia tăng chỉ số Mdf nhưng cơ hội rất thấp.
- Cách tính toán các chỉ số trong chiến đấu khác với các bản sau.

- Người chơi vẫn có thể di chuyển con trỏ (cursor) trong lượt đi của địch. Yếu tố này bị cắt bỏ ở bản sau. Đến lượt đi của người chơi, màn hình trở nên tối hơn và điều này cũng bị bỏ đi ở bản sau. Ở bản này, nếu nhấn nút đúng khi chuyển từ chương 8 sang chương 9 sẽ làm xuất hiện bug "kagemusha butai" và bug này cũng đã bị xóa trong bản Monshō no Nazo.

- Ở bản này, nếu nhân vật lựa chọn command vứt, đổi hay sắp xếp vũ khí thì sẽ hết lượt ngay sau đó. Ở bản sau, sau khi lựa chọn những command này thì nhân vật vẫn tiếp tục hành động được, dù không thể di chuyển tiếp.

- Số lượt chơi được hiển thị ở Ankoku Ryū chỉ đến 255, nhưng từ Gaiden trở đi thì số turn là 999.

- Ở bản này, nhân vật chỉ có thể trao nhận Item khi đã ra ngoài Map và phải tốn 10G một lượt, chỉ chứa được tối đa 40 món Item nên tốn rất nhiều lượt đi của người chơi. Vì vậy bản Monshō no Nazo đã cải thiện, cho phép chuyển Item vào quân khố với khả năng chứa lớn hơn rất nhiều và không tốn phí.

- Ở bản này, nhân vật có thể lựa chọn vũ khí khi vào đấu trường. Nếu đanh chiến đấu mà vũ khí hỏng thì nhân vật sẽ ở trạng thái không thể chống cự cho đến khi hết lượt chiến đấu. Bản sau đã cải thiện điểm này. Và ở bản này, chỉ cần 2 nhân vật trong số 3 chị em Pegasus thay vì phải đủ cả ba như bản sau.

Ngoài ra, Ankoku Ryū to Hikari no tsurugi còn nhiều điểm dị biệt về thiết kế nhân vật, ngôn từ sử dụng,… so với Monshō no Nazo.

## Thương phẩm liên quan
Thư tịch
- Fire Emblem the complete (ファイアーエムブレム・ザ・コンプリート) (NTT xuất bản)

Phát hành ngày 20 tháng 5 năm 1996. ISBN 4-87188-822-3. Đây là tập Fanbook về Fire Emblem Ankoku Ryū Hikari no tsurugi, Gaiden và Monshō no Nazo. Sách có nhiều tư liệu về nhân vật, Item, quốc huy các nước trong FE3 và giới thiệu, phỏng vấn các diễn viên lồng tiếng cho Fire Emblem Monshō no Nazo (OVA).
Manga
Ankoku Ryū được nhiều họa sĩ Manga chọn làm đề tài sáng tác, trong đó có nhiều họa sĩ nữ. Trong số này có tác phẩm của họa sĩ Shinoda Maki gồm 12 cuốn gốc từng được xuất bản tại Việt Nam với cái tên"Bãi biển thần linh".
Chi tiết mục này xin tham khảo bản Wikipedia tiếng Nhật.
Tiểu thuyết
- Yamaguchi Hiroshi

Fire Emblem Ankoku Ryū to Hikari no tsurugi (Futaba, Fantasy novel series)
Xuất bản ngày 26 tháng 10 năm 1992. ISBN 4-575-23131-2
- Shinosaki Sami

Fire Emblem Ankoku Ryū to Hikari no tsurugi (Enter Brain Famitsū bunko)
Xuất bản ngày 20 tháng 10 năm 200. ISBN 4-7577-0190-X
Tác giả này còn có tập tiểu thuyết tiếp theo là Fire Emblem Monshō no Nazo.
Ngoài ra Ankoku Ryū to Hikari no tsurugi còn có nhiều CD Soundtrack, Drama CD liên quan.
Chi tiết phần này xin tham khảo bản Wikipedia tiếng Nhật.